# Адір гу
Адір Гу (ів: אדיר הוּא, тр: Адір Гу, їд: אלמעכטיגער ג-ט, пер: Всемогутній Він) — це гімн (піют), який співають ашкеназі по всьому світу в кінці песахального седеру. Він швидко перемикається між виголошенням чеснот Бога в алфавітному порядку (Алеф, Бет, Ґімель, тощо) і висловлюванням надії, що Господь «швидко відбудує Святий Храм». Більшість Божих чеснот є прикметниками (наприклад, Святий (Кадош) це Він); проте деякі є іменниками (Він - Господь).

## Етимологія
Чому повторюється слово «бімгейра» — «швидко» "במהרה במהרה בימינו בקרוב" - «Швидко, швидко, в наші дні скоро».
Всевишній сказав єврейському народові, що «Коли ти народиш дітей й онуків, веношантем — а ти будеш довгий час — на цій землі, ти розбестишся  авод товеідун магеїр — ти точно загинеш швидко — в землі, яку ти переходиш через Йордан, щоб опанувати» (Дварім 4:25, 26).
Гемара (Сангедрін 38a) говорить, що слово «веношантем» (ונושנתם) — «і ти будеш довгий час» — має числове значення 852 і що воно натякає на кількість років, які євреї перебуватимуть на землі до того, як відбудеться пророцтво про знищення. Оскільки пророцтво говорить про те, що євреї «неодмінно загинуть магеїр — швидко» — Гемара робить висновок, що у вимірюванні часу Всевишнім «магеїр» — «швидко» — означає 852 роки. Насправді Всевишній із співчуттям вигнав євреїв за два роки до того, як жахливе пророцтво про знищення мало набути чинності (єврейський народ був вигнаний на 850-му році після вступу в Ерец-Ісраель).
Таким чином, коли ми співаємо (молимося), щоб Всесильний відбудував Свій Дім (Храм) «магейра» — «швидко», — ми підкреслюємо, що «швидко», про яке ми маємо на увазі, не є Його «швидко» — 852 роки — а «бімегейра беямейну» — швидко відповідно до нашого розуміння часу, так що це буде дуже скоро, в наші дні.
Здається, є протиріччя, «ель бней» означає, що Він має побудувати негайно, а «Бней бейхтеха бекаров» — «побудуй Свій Дім найближчим часом» — означає не обов'язково негайно, але дуже скоро?
"א-ל בנה, א-ל בנה, בנה ביתך בקרוב" - "Всемогутній будуй, Всемогутній будуй, збудуй свій дім швидше."
У Гемарі (Рош Га-Шана 11а) Раббі Єгошуа стверджує, що так само, як викуплення з Єгипту було в місяці Нісан, так само остаточне викуплення буде в Нісані (Праотці народились та померли в цей місяць). Рабин Еліезер вважає, що остаточне викуплення відбудеться в Тішреї (Проматері вагітніли). Наші молитви спрямовані відповідно до обох думок. Оскільки ми зараз святкуємо Песах, який припадає на місяць Нісан. Ми молимося «Ель бней» — «Всемогутній збудуй свій дім негайно». Однак, якщо остаточне викуплення має відбутися в Тішреї, то «побудуй свій дім швидше» — ми не можемо більше чекати.

## Походження
Відколи гімн був написаний, він мав багато варіацій протягом багатьох років, але оригінальна пісня сягає німецького періоду Міннезінгерів. Версія слів Адір Гу на їдиші (אלמכטיגר גוט - Він могутній), з’являється в кількох виданнях Агади, рукопис (знаходиться в НБФ, відділ рукописів) 1333 року і вперше надрукований на їдиші у Празькій Агаді в 1526 році. Менахем-Мендел Кашер зазначав, що насправді незрозуміло, яка з версій, на їдиші чи на івриті є оригінальною.
Деякі з Агадот зазначали, що вірш походить з сідуру Рабина Єшая Галеві Горовіца, а деякі навіть писали, що вірш був написаний ним самим.
Також згадується, що декілька ізраїльських великих (духовно) людей співали цю пісню з великим ентузіазмом, підкреслюючи, що всі тексти пісні сповнені таємниць із вчення Каббали.

## Значення
Цей єврейський гімн виражає надію, що настане ера Машиаха і Святий Храм буде відбудовано.
Дехто також стверджує, що піют є продовженням попереднього піюту - Адір БеМелуха, де «אדיר במלוכה» відноситься до минулої спокути, під час Виходу з Єгипту, тоді як «Адір Гу» стосується майбутньої.

## Звичаї та традиції
Традиційна мелодія — дзвінка, мажорна.  Але для алфавітної пісні складено інші мелодії.  На івриті кожен рядок цього гімну починається з іншої літери алфавіту в алфавітному порядку
В авіньйонському звичаї, в Провансі, згадується як піют на хороші дні, але оскільки  мова про відбудову Храму стоїть у самому центрі пісні (в приспіві), його додали до Песахальної Агади, а вже починаючи з XIV ст. він з'являється в Ашкеназькій Агаді також.
У ашкеназьких та оберландських громадах паралельний їдише-німецький пійют, Алмехтаїр Ґат (який деякі називають Темпль Широ), співався як продовження пійюта «Адір Гу» і на ту саму мелодію. Але похвали відрізняються за чергою, щоб відповідати їдишській абетці. Зазвичай співалася з великим хвилюванням. Ця традиція продовжується серед нащадків цих спільнот і сьогодні, навіть серед тих, кому важко зрозуміти значення слів мовою оригіналу.

## Мелодійність
Першу відому музику для Адір Гу можна знайти в «Rittangel Hagada» 1644 року. Вже у 1677 році був знайдений інший варіант в «Hagada Zevach Pesach», пізніше до неї приєднався третій, найближчий варіант, знайдений у «Selig Hagada» 1769 року. Третя версія «Агади» також відома німецькою як «Baugesang» (що означає Будівельна пісня, та мається на увазі про відбудову Храму), навіть за прикладом цієї пісні, було створено привітання для використання в ночі Песаху, після виходу з синагоги, та звучало воно - Bau Gut (будуйте добре!).

## Текст піюту

##### Іврит[8]
| Іврит | Транслетирація | Переклад                                                                                                |
| --- | --- | --- |
| אַדִּיר הוּא יִבְנֶה בֵּיתוֹ בְּקָרוֹב. בִּמְהֵרָה,בִּמְהֵרָה, בְּיָמֵינוּ בְּקָרוֹב. אֵל בְּנֵה, אֵל בְּנֵה, בְּנֵה בֵּיתְךָ בְּקָרוֹב.                     | Адір Гу. Івне бейсо бекаров. Бімгера б'ямейну бекаров. Ель бене, ель бене, бне бейтха бекаров.                                  | Він Всемогутній, та скоро вже Він відбудує Дім Свій Скоро вже, скоро вже, в наші дні, скоріше!          |
| בָּחוּר הוּא, גָּדוֹל הוּא, דָּגוּל הוּא יִבְנֶה בֵּיתוֹ בְּקָרוֹב. בִּמְהֵרָה,בִּמְהֵרָה, בְּיָמֵינוּ בְּקָרוֹב. אֵל בְּנֵה, אֵל בְּנֵה, בְּנֵה בֵּיתְךָ בְּקָרוֹב. | Бахор Гу, ґадоль Гу, даґуль Гу. Ївне бейто бе-каров. Бімгера, бімгера б'ямейну бекаров. Ель бене, ель бене, бне бейтха бекаров. | Обраний Він, Великий Він, Возвеличений Він, Відбудує Свій Дім, Скоро вже, відбудуй в наші дні, скоріше! |
| הָדוּר הוּא, וָתִיק הוּא, זַכַּאי הוּא יִבְנֶה בֵּיתוֹ בְּקָרוֹב. בִּמְהֵרָה,בִּמְהֵרָה, בְּיָמֵינוּ בְּקָרוֹב. אֵל בְּנֵה, אֵל בְּנֵה, בְּנֵה בֵּיתְךָ בְּקָרוֹב. | Гадур Гу, ватік Гу, закай Гу. Ївне бейто бе-каров. Бімгера, бімгера б'ямейну бекаров. Ель бене, ель бене, бне бейтха бекаров.   | Він прославлений, Він мудрий, достойний Відбудує дім Свій Скоро вже, відбудуй в наші дні, скоріше!      |
| חָסִיד הוּא, טָהוֹר הוּא, יָחִיד הוּא יִבְנֶה בֵּיתוֹ בְּקָרוֹב. בִּמְהֵרָה,בִּמְהֵרָה, בְּיָמֵינוּ בְּקָרוֹב. אֵל בְּנֵה, אֵל בְּנֵה, בְּנֵה בֵּיתְךָ בְּקָרוֹב. | Хасід Гу, тагор Гу, яхід Гу. Ївне бейто бе-каров. Бімгера, бімгера б'ямейну бекаров. Ель бене, ель бене, бне бейтха бекаров.    | Добрий Він, чистий Він, єдиний Він Відбудує дім Свій Скоро вже, відбудуй, в наші дні, скоріше.          |
| כַּבִּיר הוּא, לָמוּד הוּא, מֶלֶךְ הוּא יִבְנֶה בֵּיתוֹ בְּקָרוֹב. בִּמְהֵרָה,בִּמְהֵרָה, בְּיָמֵינוּ בְּקָרוֹב. אֵל בְּנֵה, אֵל בְּנֵה, בְּנֵה בֵּיתְךָ בְּקָרוֹב.  | Кабір Гу, ламуд Гу, мелех Гу.Ївне бейто бе-каров. Бімгера, бімгера б'ямейну бекаров. Ель бене, ель бене, бне бейтха бекаров.    | Прихований Він, всюди Він, Володар Він Відбудує дім Свій Скоро вже, відбудуй в наші дні, скоріше.       |
| נוֹרָא הוּא, סַגִּיב הוּא, עִזּוּז הוּא יִבְנֶה בֵּיתוֹ בְּקָרוֹב. בִּמְהֵרָה,בִּמְהֵרָה, בְּיָמֵינוּ בְּקָרוֹב. אֵל בְּנֵה, אֵל בְּנֵה, בְּנֵה בֵּיתְךָ בְּקָרוֹב. | Нора Гу, саґів Гу, азуз Гу. Ївне бейто бе-каров. Бімгера, бімгера б'ямейну бекаров. Ель бене, ель бене, бне бейтха бекаров.     | Грізний Він, високо Він, владний Він Відбудує Дім Свій Скоро вже, відбудуй в наші дні, скоріше          |
| פּוֹדֶה הוּא, צַדִיק הוּא, קָּדוֹשׁ הוּא יִבְנֶה בֵּיתוֹ בְּקָרוֹב. בִּמְהֵרָה,בִּמְהֵרָה, בְּיָמֵינוּ בְּקָרוֹב. אֵל בְּנֵה, אֵל בְּנֵה, בְּנֵה בֵּיתְךָ בְּקָרוֹב. | Поде Гу, цадік Гу, кадош Гу. Ївне бейто бе-каров. Бімгера, бімгера б'ямейну бекаров. Ель бене, ель бене, бне бейтха бекаров.    | Спасає Він, праведний Він, святий Він Відбудує дім Свій Скоро вже, відбудуй в наші дні, скоріше.        |
| רַחוּם הוּא, שַׁדַּי הוּא, תַּקִּיף הוּא יִבְנֶה בֵּיתוֹ בְּקָרוֹב. בִּמְהֵרָה,בִּמְהֵרָה, בְּיָמֵינוּ בְּקָרוֹב. אֵל בְּנֵה, אֵל בְּנֵה, בְּנֵה בֵּיתְךָ בְּקָרוֹב.  | Рахум Гу, шадай Гу, такіф Гу. Ївне бейто бе-каров. Бімгера, бімгера б'ямейну бекаров. Ель бене, ель бене, бне бейтха бекаров.   | Милосердний Він, щедрий Він, сильний Він Відбудує дім Свій Скоро вже, відбудуй у наші дні, скоріше.     |

##### Їдиш[6]
| Їдиш | Транслетирація | Переклад |
| --- | --- | --- |
| אַלמעכטיגר גאָט, נוּן בּױא דײַן טעמפּל שירה אַלזוֹ שיר אוּנ אַלזוֹ באַלד אין אוּנדזערן טאַגן שירה יאַ שירה נוּן בּױא, נוּן בּױא, נוּן בּױא דײַן טעמפּל שירה | Алмехтіґер Ґот, Нун баю деїн Темпел шіре, Альзо шір ун алзо балд, Ін ундзерен Таген шіре, Йа шірере; Нун баю, нун баю, Нун баю деїн Темпел шіре. | Всемогутній Боже, Тепер збудуй Свій Храм Незабаром, І незабаром, і швидко, У наші дні, незабаром, Так, незабаром, Тепер збудуй, зараз збудуй, Тепер збудуй Свій Храм незабаром! |
| באַרמהערציגר גאָט, נוּן בּױא…(приспів) גראָסר גאָט, דעמוּטיגר גאָט, נוּן בּױא…(приспів)                                                        | Бармагерзіґер Ґот, Нун баю… (приспів) Ґросер Ґот, Демютіґер Ґот, Нун баю… (приспів)                                                              | Милосердний Бог, зараз будуй… (приспів) Великий Бог, Скромний Бог, зараз будуй… (приспів)                                                                                       |
| הוֹכער גאָט, װירדיגר גאָט, זיסר גאָט, חינ׳טר גאָט, נוּן בּױא…(приспів)                                                                      | Гохер Ґот, Вюрдіґер Ґот, Зюсер Ґот, Хейн-тер Ґот, Нун баю… (приспів)                                                                             | Всевишній Боже, Достойний Боже, Милий Боже, Благодатний Бог, зараз будуй… (приспів)                                                                                             |
| טוּגענדליכר גאָט, יוּדישר גאָט, נוּן בּױא…(приспів)                                                                                        | Туґендліхер Ґот, Юдішер Ґот, Нун баю… (приспів)                                                                                                  | Доброчесний Бог, Єврейський Бог, Зараз будуй… (приспів) |
| כּרעפֿטיגר גאָט, לעבענדיגר גאָט, מעכטיגר גאָט, נאַמהאַפֿטיגר גאָט, סענפטיגר גאָט, עיבֿיגר גאָט, נוּן בּױא…(приспів)                                | Крефтіґер Ґот, Лебендіґер Ґот, Мехтіґер Ґот, Намгафтіґер Ґот, Сäнфтігер Ґот, Івіґер Ґот, Нун баю… (приспів)                                      | Сильний Бог, Живий Бог, Могутній Бог, Відомий Бог, Заспокійливий Бог, Вічний Бог, Зараз будуй… (приспів)                                                                        |
| פֿורכטצוּמר גאָט, צימליכר גאָט, קעניגליכר גאָט, רײכר גאָט, נוּן בּױא…(приспів)                                                               | Фурхтцумер Ґот, Цімліхер Ґот, Кюніґліхер Ґот, Реїхер Ґот, Нун баю… (приспів)                                                                     | Страшний Бог, Відповідний Бог, Суверенний Бог, Правлячий Бог, Зараз будуй… (приспів)                                                                                            |
| שײנר גאָט תּרױטר גאָט נוּן בּױא…(приспів)                                                                                                 | Щюнер Ґот, Траутер Ґот, Нун баю… (приспів) | Прекрасний Бог, Любий Бог, Зараз будуй… (приспів) |
| דוּא בישט גאָט אוּנ׳ קײנר מער נוּן בּױא… (приспів)                                                                                        | Ду біст Ґот унд Кеїнер мер, Нун баю… (приспів)                                                                                                   | Ти Бог, І іншого немає! Зараз будуй… (приспів) |